# غوستاف ريفز
غوستاف ريفز (بالفرنسية: Gustave Rives)‏ هو مهندس معماري فرنسي، ولد في 1858 في Saint-Palais, Pyrénées-Atlantiques ‏ في فرنسا، وتوفي في 1926 في باريس في فرنسا.